# 二盐酸肼
二盐酸肼是一种无机化合物，化学式为N2H6Cl2。它可由联氨和过量的盐酸反应得到。它在乙醇水溶液中重结晶，可以得到单盐酸肼。它可用作还原剂，合成低价态的钼或钒的化合物。